# Wave-ski
Le wave-ski, en anglais waveski surfing, est un sport qui est un compromis entre le surf et le kayak. C'est aussi le nom de la planche employée pour pratiquer ce sport.

## Description
La planche de wave-ski ressemble à une planche de surf mais en plus épais et avec siège et ceinture (seat belt) et des cale-pieds (footstraps) assurant le calage du pratiquant en position assise. Celui-ci contrôle sa planche dans la vague à l'aide d'une pagaie. 
Cette pratique, d'origine australienne, était utilisée par les sauveteurs pour aller chercher les surfeurs en difficulté. 
Il existe désormais des championnats de France, d'Europe et du monde. 
Relativement difficile au début pour les personnes peu habituées à la pratique du kayak, le wave-ski s'apprend rapidement. 
Il permet toutes les figures du surf classique avec en plus certaines figures de la nouvelle école (new school), notamment les ARS[Quoi ?], les boucles). La figure la plus spectaculaire est l'aérial, qui est un envol dans les airs réalisé en utilisant la vague comme tremplin. 
Le wave-ski nécessite en outre de savoir esquimauter (se remettre à l'endroit lorsqu'on se retourne). 
Cette variante du surf possède un atout qui est la mobilité sur le spot (coin à vagues). En effet, les surfeurs classiques sont moins rapides en ramant, tandis qu'avec la pagaie on rejoint plus rapidement la zone de prise de vague (take off zone). La position assise en fait le sport idéal pour découvrir la glisse dans les vagues.

## Principe de la compétition
Les concurrents sont séparés par catégorie d'âge (dans les compétitions nationales : minime, cadet, junior, senior) même si un classement « tous âges compris » est affiché à la fin de chaque compétition. Les coureurs s'élancent par groupe de quatre, pour 20 minutes dans les vagues où ils seront évalués sur leurs 10 premières vagues surfées, elles seront notées sur 10 points et les deux meilleures vagues seront prises en compte et feront une moyenne.